# American Film Company
American Film Manufacturing Company, também conhecida como Flying "A" Studios, por causa do seu símbolo, foi fundada em Chicago em 1910 por John R. Freuler, Charles J. Hite, Samuel Hutchinson e Harry E. Aitken, para produzir filmes para as suas respectivas distribuidoras. Em 1915, o nome foi mudado para American Film Company.

## História
Inicialmente com sede em Chicago, a Flying "A" Studios foi levada para La Mesa, Califórnia, entre 12 de agosto de 1911 e 6 de julho de 1912, utilizando locações em La Mesa, além de outras localidades do leste, tais como Lakeside e áreas ao redor de San Diego.
A American conseguiu atrair artistas da Essanay Manufacturing Company, tais como os atores J. M. Kerrigan e Dot Farley, o roteirista Allan Dwan e os diretores Thomas Ricketts, Sam Morris e Frank Beal. Outros diretores importantes foram Lloyd Ingraham, Henry King, Frank Borzage e Edward Sloman.
Flying "A" Studios, sob a liderança de Allan Dwan fez mais de 150 filmes em San Diego, na sua maioria Westerns, comédias ou, eventualmente, documentários. os Westerns da Flying A se tornaram populares junto ao público, proporcionando ao estúdio grande sucesso e aumentando sua produção cinematográfica.
Enquanto filmava perto de La Mesa, alguns sets foram construídos pela Flying A Studios. Dwan ocasionalmente filmava uma cena de perseguição de cowboys e, em seguida, construía uma trama em torno dessa perseguição. A trupe de atores de Dwan se tornou muito popular junto ao público.
Em agosto de 1912, a Flying "A" Studios estabeleceu sua filial ocidental em Santa Bárbara, na Califórnia. Antes disso, foram criadas três empresas; duas iriam trabalhar no estúdio ou em localidades vizinhas de Chicago, enquanto a terceira unidade se concentraria em Westerns. Esta unidade ocidental iria se mover através do sudoeste com locações no Novo México, Arizona e finalmente Califórnia. A terceira unidade eventualmente se estabeleceria na cidade de La Mesa, na Califórnia, antes de Santa Bárbara, e as razões para a mudança tinham muito a ver com o clima e ainda para evitar as restrições da "Edison Trust" (i.e. Motion Picture Patentes Company ou MPPC), operando em Chicago e Nova Iorque. A razão principal, porém, para a escolha de Santa Bárbara foi que a American Film Company queria ter cenários urbanos em alguns de seus filmes.
Durante as atividades entre 1912 e 1917, a Flying "A" Studios foi um dos maiores estúdios cinematográficos dos Estados Unidos. Na época, essa atividade fez com que Santa Bárbara se tornasse a principal rival de Hollywood.
Em janeiro de 1914, começou a produzir a marca “Beauty” de comédias semanais e em 1915 realizou seu primeiro seriado, “The Diamond from the Sky” (O Diamante do Céu). Com finalidade promocional, a história foi proposta de forma inacabada, da mesma maneira que ocorrera com o seriado da Thanhouser Film Corporation, The Million Dollar Mystery, e foi oferecido um prêmio de $5,000 para quem escrevesse a melhor continuidade; o vencedor do prêmio foi Terry Ramsaye. Em 1916, mediante o sucesso do seriado, a American produziu uma sequência, denominada “The Sequel to the Diamond From the Sky”,  com os mesmos atores e sob a mesma direção.
Também em 1916, adicionou mais marcas ao seu repertório, incluindo as comédias “Vogue”, os westerns “Mustang” e os dramas “Clipper”, estrelados por Harold Lockwood e May Allison.

## Atores notáveis

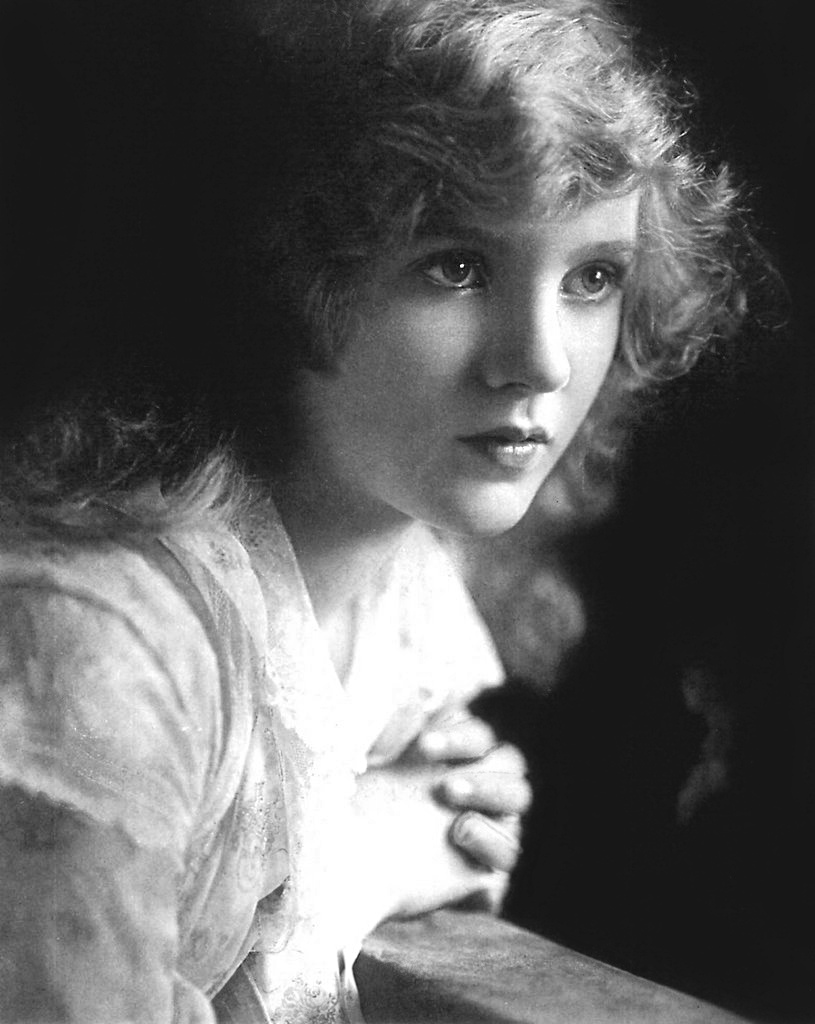
Mary Miles Minter, uma das principais estrelas da American Film Company, c.1917

A American Film Company promoveu grandes artistas durante sua estadia em Santa Bárbara. Uma das maiores atrizes foi Mary Miles Minter, nascida Juliet Reilly em 1 de abril de 1902 (falecida em 4 de agosto de 1984), que se tornou uma das maiores estrelas do cinema mudo. Ela atuou pela primeira vez em 1915, como Viola Drayton em "The Fairy and the Waif", e seu último papel foi em 1923, em "The Trail of the Lonesome Pine". Ela deixou o cinema aos 22 anos, após um escândalo envolvendo-a com o diretor William Desmond Taylor e, apesar de ter participado da indústria do cinema apenas por oito anos, fez mais de 50 filmes, e sua contribuição para o cinema lhe proporcionou uma estrela na Calçada da Fama, na 1724 Vine Street.
Em 1917, com os astros Mary Miles Minter, William Russell e Margarita Fisher, a American Film Company tornou-se a principal fornecedora de filmes para a distribuidora Mutual Film. Margarita Fisher saiu do estúdio apenas em 1921.

## Final
A Primeira Guerra Mundial, a epidemia de gripe de 1918-19 e a Grande Depressão de 1921 influenciaram no fim da American Film Company e seu estúdio de Santa Bárbara. Outras empresas do filme sobreviveram, principalmente porque haviam escolhido investir em cinemas, providenciando consumidores para seus produtos. A American perdeu seu principal distribuidor quando a Mutual Film Corporation foi absorvida por outras companhias em 1918 e embora o produto da companhia continuasse a ser bem visto, a Flying A ficou sem nnenhum representante direto com o público no exterior.

## Galeria

Anúncios de 1916
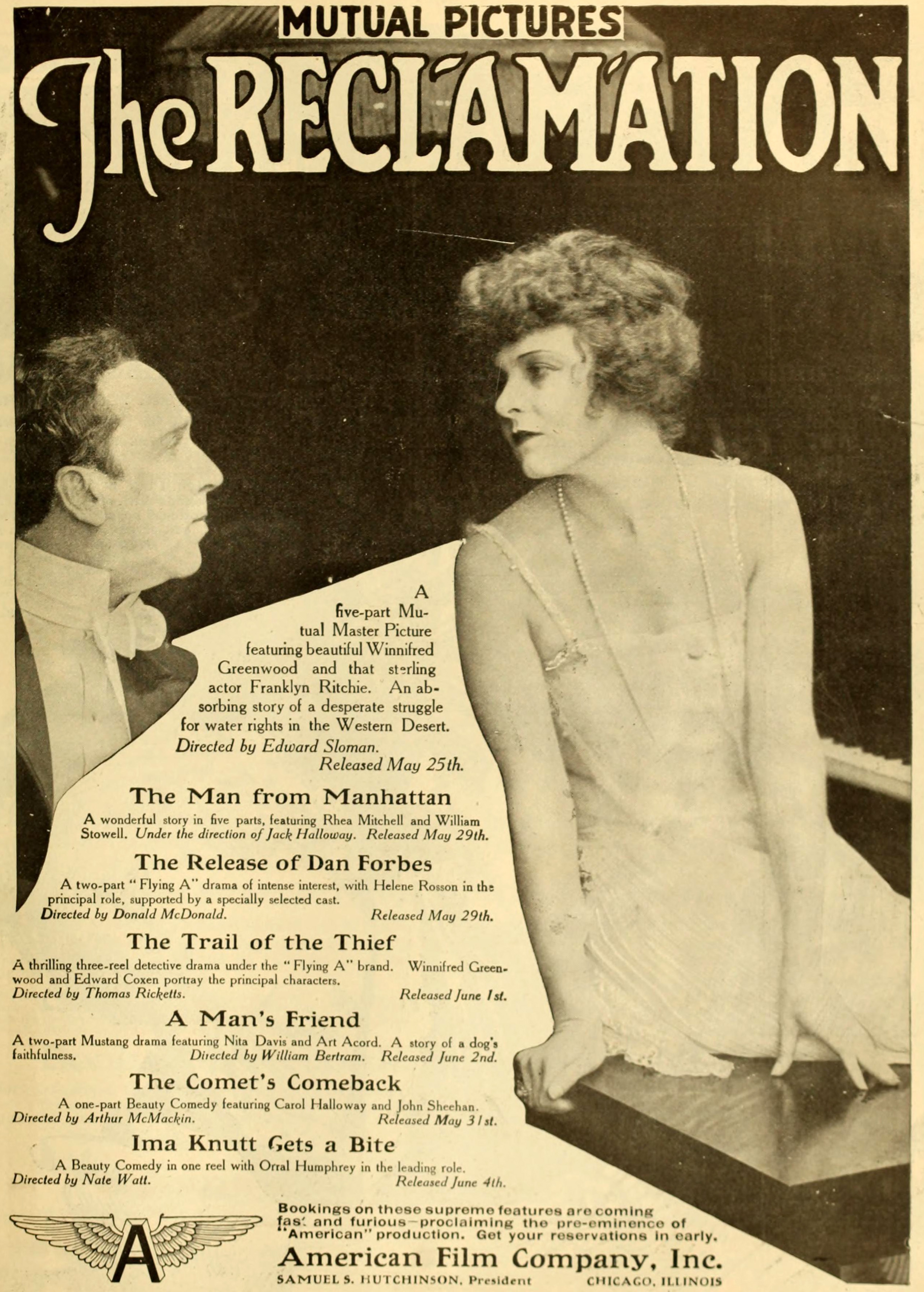
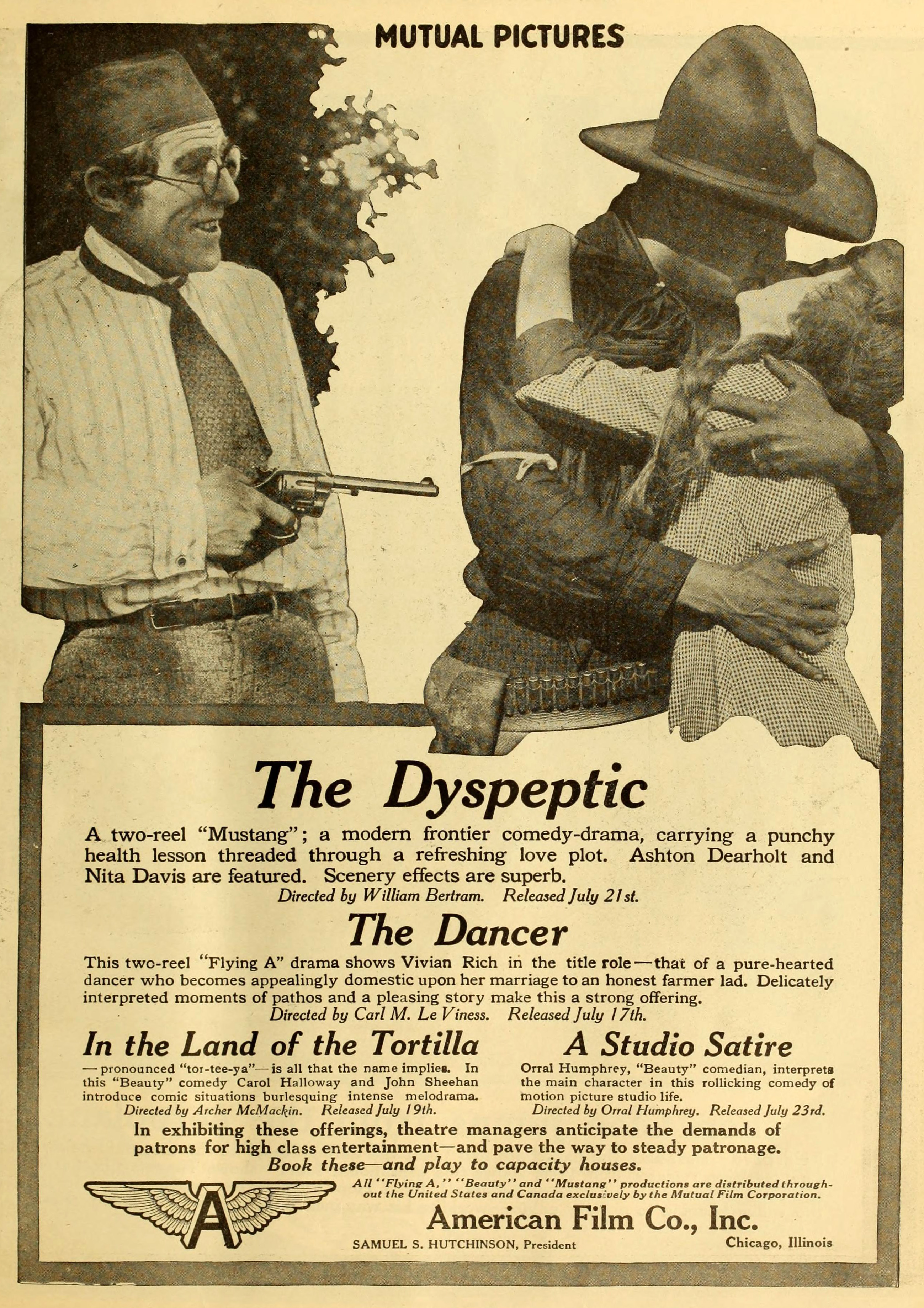
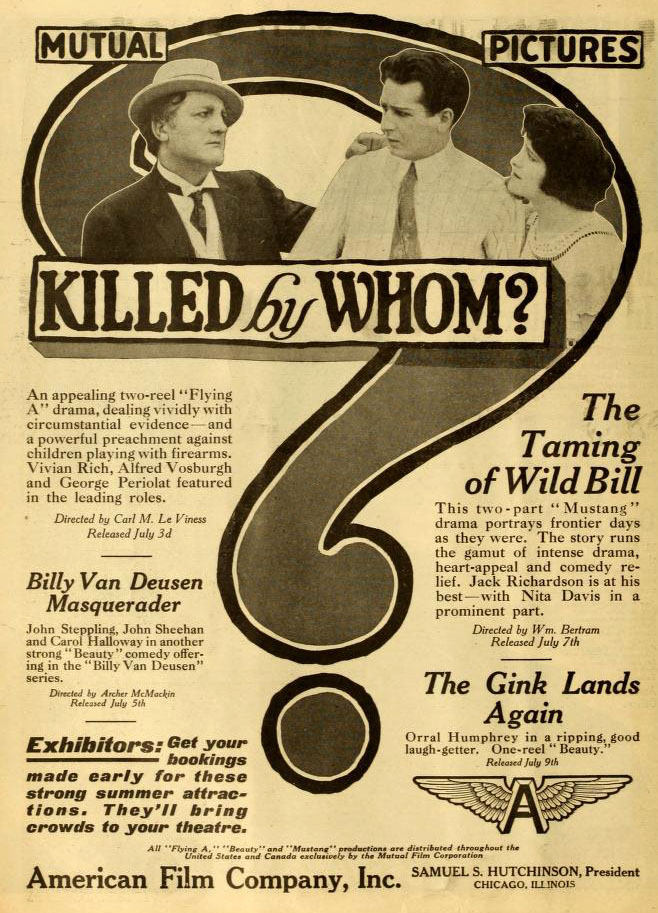
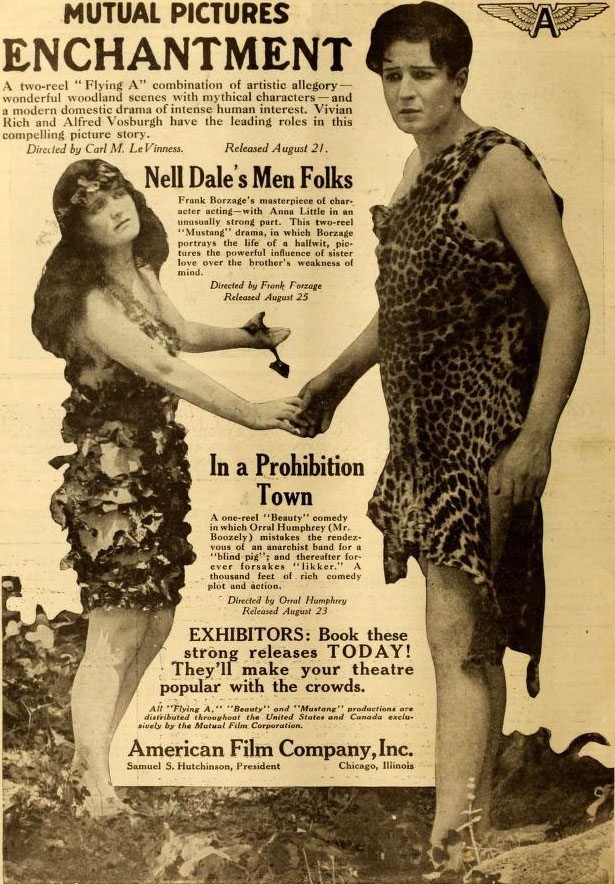
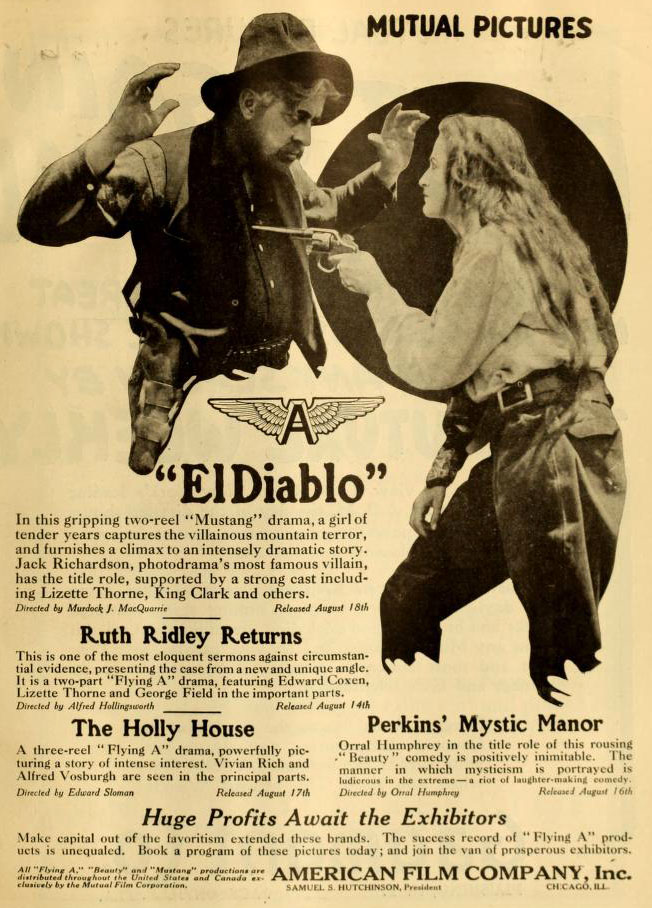